# Shubert
Shubert – wieś w Stanach Zjednoczonych, w stanie Nebraska. W 2010 roku liczyła 150 mieszkańców.